# Далай-лама I
Гендун Дуб (Гендун Друб, Гендун Дуп; тиб. དགེ་འདུན་གྲུབ།, Вайли dge-'dun grub; 1391 — 1474) — первый Далай-лама.

## Биография
Гендун Дуб  родился в семье кочевников во время стоянки близ монастыря Сакья и получил при рождении имя Падма Дордже (тиб. པད་མ་རྡོ་རྗེ་, вайли pad ma rdo rje). Его родители были небогаты, так что до семи лет он занимался выпасом скота. После смерти отца Гонпо Дордже он отправился в кадамский монастырь Нартанг и присоединился к сангхе. В 1405 году он получил посвящение монаха-послушника гецула и монашеское имя Гендун Дуб. В 1410 году он принял полное монашеское посвящение гелонга.
Тогда же в возрасте 20 лет он становится учеником реформатора тибетского буддизма Чже Цонкапы, который, по некоторым данным, приходился ему дядей. Также он стал первым настоятелем основанного Цонкапой монастыря Ганден, который сейчас является крупным центром тибетского буддизма. Гендун Дуп продолжает религиозное обучение, углубляясь в знании винаи (свода ритуальных правил) и логики. По последней дисциплине он написал несколько произведений. Кроме того, он знакомится с учением ламрим (поэтапного пути к просветлению).
Очень скоро к Гендун Дубу приходит слава одного из наиболее уважаемых учёных. Он оставил после себя богатое духовное наследие — собрание его сочинений насчитывает шесть томов. Сюда входят комментарии к важнейшим буддийским первоисточникам (Виная, Прамана, Абхидхарма, Праджняпарамита и Мадхъямика), учения о духовной практике, наставления и руководства, молитвы и восхваления.
В 1447 году Гендун Дуб основал в Шигадзе один из крупнейших тибетских монастырей — Ташилунпо, впоследствии ставший резиденцией Панчен-лам.
При жизни Гендун Дуба называли нетен («старейшина») и дулдзинпа («держатель нравственности»). Титул Далай-ламы I он получил посмертно, после того, как Сонам Гьяцо в 1578 году впервые в истории принял титул Далай-ламы.

## Сочинения
- Комментарий к «Мадхъямика-аватаре» Чандракирти (первое произведение, 1430)
- Комментарий к «Праманавартике» на трёхстах листах
- Солнечный свет на пути к свободе, комментарий к Абхидхармакоше
- Сокрушение сил Тьмы, эпическая поэма о жизни и деяниях Будды Шакьямуни
- Песнь Восточной снежной горы, поэма-посвящение Чже Цонкапе